# Melissodes coreopsis
Melissodes coreopsis es una especie de abeja del género Melissodes, tribu Eucerini, familia Apidae. Fue descrita científicamente por Robertson en 1905.

## Descripción
Mide 8,5 milímetros de longitud.

## Distribución
Se distribuye por México y Estados Unidos.